# Méliphage bruyant
Manorina melanocephala
Espèce
Statut de conservation UICN

 LC 3.1 : Préoccupation mineure
Le Méliphage bruyant (Manorina melanocephala) est une espèce endémique de passereau méliphage vivant dans l'est et le sud-est de l'Australie. Ce passereau est un oiseau gris avec une tête noire, un bec et des pattes jaune-orange, une tache jaune distinctive derrière l'œil et l'extrémité des plumes de la queue est blanche. Il n'y a pas de dimorphisme entre les mâles, les femelles et les juvéniles même si les oisillons sont moins colorés. Comme son nom l'indique, le méliphage bruyant est un oiseau chanteur qui dispose d'une large gamme de vocalisations. Étant l'une des quatre espèces du genre Manorina, le méliphage bruyant est lui-même divisé en quatre sous-espèces. La séparation du M. m. leachi de Tasmanie est définie depuis longtemps mais les oiseaux du continent ne furent divisés qu'en 1999.
L'espèce habite dans un large arc allant de l'extrême-nord du Queensland à travers la Nouvelle-Galles du Sud et le Victoria jusqu'en Tasmanie et en Australie-Méridionale. Le méliphage bruyant vit essentiellement dans les forets sèches et ouvertes d'eucalyptus et dans les zones où le sous-bois est peu développé. Ces territoires regroupent les zones récemment brulées, les bords des routes, les zones de pâturage et les parcs et les jardins urbains avec de l'herbe et des arbres mais sans buissons denses. La densité de population de l'espèce a fortement augmenté dans les zones dominées par les habitats humains. Si la popularité des plantes à fleur comme les Grevillea a été avancée pour expliquer cette prolifération, les études ont montré que le méliphage bruyant a principalement bénéficié des aménagements paysagers qui créent des zones ouvertes dominées par les eucalyptus.
Les méliphages bruyants sont grégaires et territoriaux; ils fourragent, se baignent, nichent et défendent leur territoire ensemble et forment des colonies pouvant atteindre plusieurs centaines d'individus. Les oiseaux se regroupent occasionnellement en volée pour des activités spécifiques comme le harcèlement d'un prédateur. La cohésion du groupe est facilitée par les vocalisations mais également par des parades ritualisées. Le méliphage bruyant est un oiseau notoirement agressif et des affrontements peuvent avoir lieu toute la journée contre des prédateurs ou des congénères.
Le méliphage bruyant consomme essentiellement du nectar, des fruits et des insectes. L'essentiel du temps est consacré à la recherche de nourriture dans le feuillage des eucalyptus et sur le sol et son régime peut être complété par de la sève et du miellat. L'espèce n'a pas de parade nuptiale clairement définie mais l'accouplement est un événement communautaire et frénétique. Le méliphage bruyant peut se reproduire toute l'année et il construit un nid en forme de coupe profonde où il pond entre deux et quatre œufs. L'incubation est uniquement réalisée par la femelle mais jusqu'à une vingtaine de mâles peut prendre soin des oisillons et des juvéniles. L'accroissement de la population des méliphages bruyants a été corrélée avec une réduction de la diversité aviaire dans les paysages modifiés par l'homme. L'espèce est protégée dans toute l'Australie mais l'élimination a été proposée pour réduire sa surabondance dans certaines régions.

## Description

### Apparence

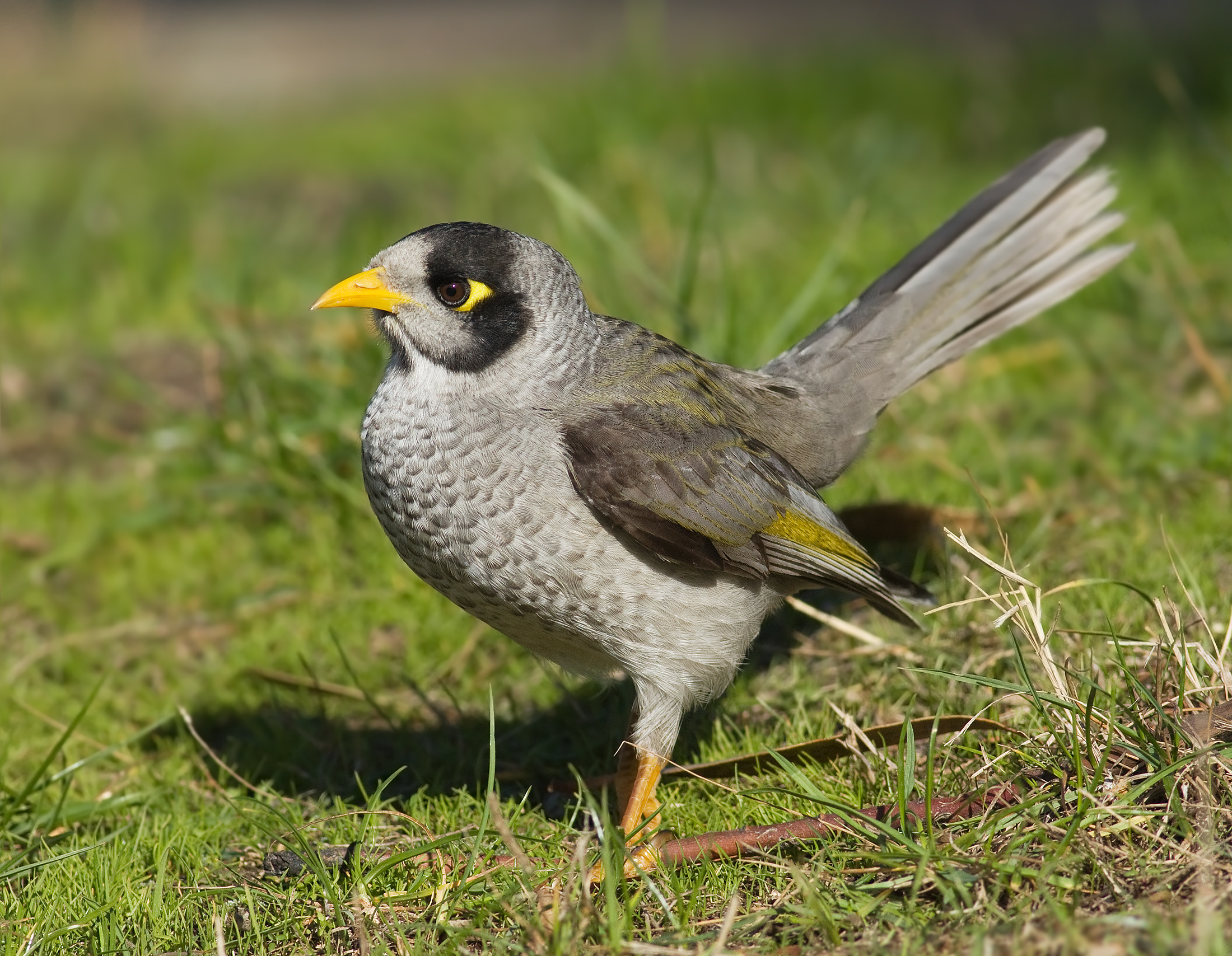
Un oiseau gris avec une tache jaune distinctive derrière l'œil, un bec et des pattes jaune-orange et une nuance verte sur l'aile.

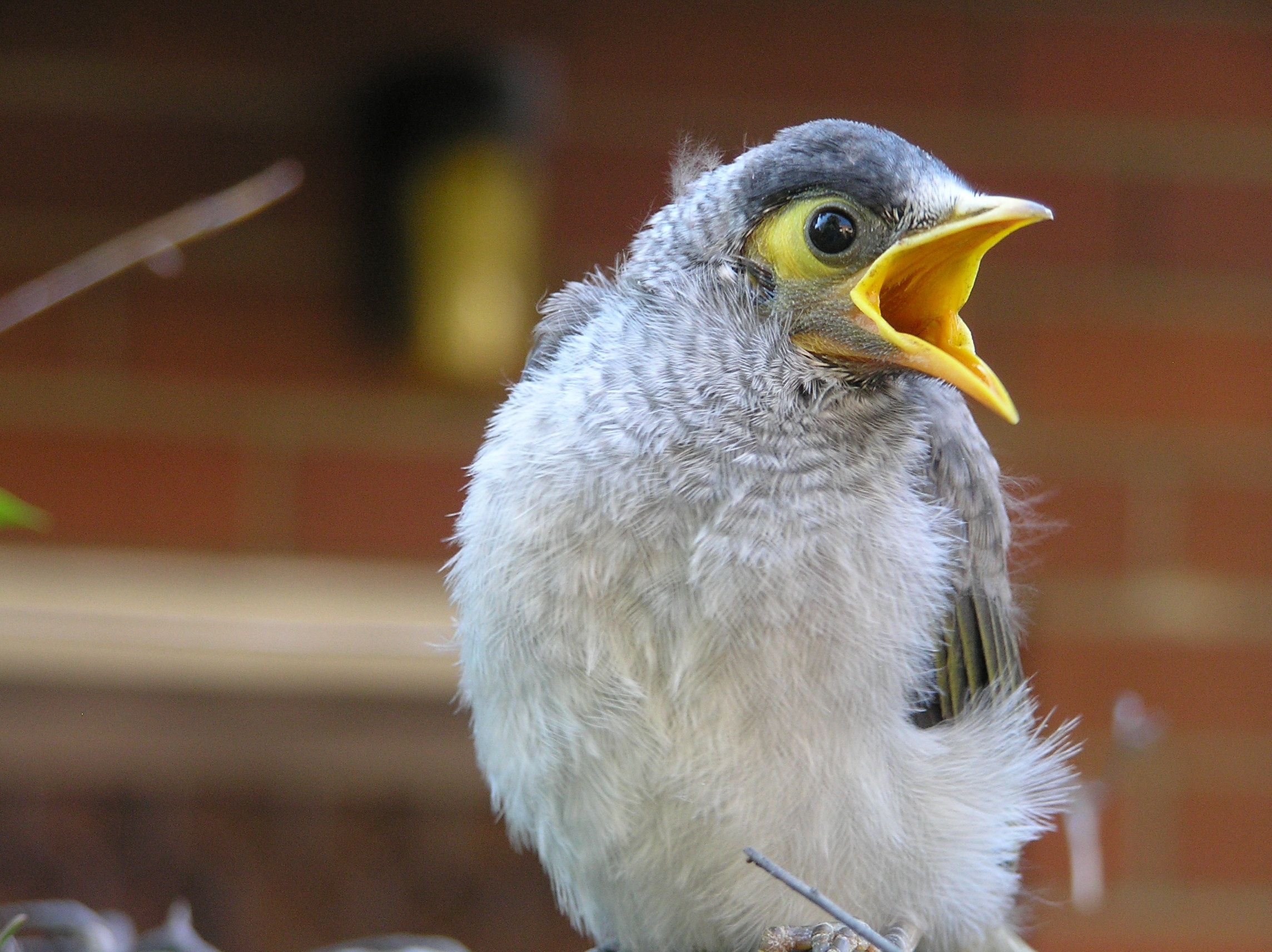
Les oisillons piaillent environ 85 à 100 fois par minute.

Le méliphage bruyant mesure entre 24 et 28 cm de long avec une envergure de 36 à 45 cm et un poids de 70 et 80 g. Les mâles, les femelles et les juvéniles ont un plumage similaire : gris sur le dos, la queue et la poitrine et blanc en dessous avec des festons blancs sur la nuque, l'arrière-cou et la poitrine ; noir sur le dessus de la tête et les joues ; un bec jaune-orange vif et une tache de peau nue jaune derrière l'œil ; une extrémité blanche à la queue ; une bordure verte sur l'aile et des pattes orange-jaune. Un juvénile peut être distingué par son plumage plus doux, une teinte grise sur le noir de sa tête, le gris de son dos et la tache de peau plus sombre derrière l'œil.
Le méliphage bruyant a une apparence similaire au méliphage à cou jaune et au méliphage à oreillons noirs mais il a un front blanc terne et une calotte noire alors que les autres ont des têtes grises.

#### Variations géographiques
La variation de taille du méliphage bruyant dans son aire de répartition suit la règle de Bergmann selon laquelle les oiseaux tendent à être plus grands lorsque le climat est froid. Les adultes du centre-est et du nord du Queensland ont généralement pas ou peu de bordure verte sur les plumes du dos et des ailes et ont une bande blanche plus large sur le dos et l'arrière-cou. La longueur des ailes diminue généralement avec la latitude et M. m. leachi a des ailes mesurablement plus courtes que celles des autres sous-espèces du continent ; aucune différence de longueur n’a cependant pu être établie dans une étude sur les populations au nord du 30°S et au sud du Murray. La sous-espèce leachi a également le bord des ailes d'un jaune plus intense et l'extrémité blanche de la queue est légèrement plus large.
La sous-espèce titaniota de l'extrème-nord du Queensland a une aile plus courte, une tête plus claire et une tache de peau nue jaune plus large et lepidota, habitant dans l'ouest de la Nouvelle-Galles du Sud est plus petite que melanocephala avec une tete noire et un ventre plus tacheté.

### Vocalisations
Comme son nom l’indique, le méliphage bruyant est un oiseau chanteur. Autrefois appelé guêpier jaseur, il possède un vaste répertoire de chants, d'appels et de cris d'alarme. La plupart sont puissants et pénétrants et sont formés de simples notes sévères. Pour chasser les intrus de son territoire ou lorsque des prédateurs (dont les humains) sont repérés, il utilise une alarme formée d'une série de notes rapides dont la large gamme de fréquence (aiguë ou grave) indique les niveaux d'intensité. Un autre cri d'alarme est principalement utilisé pour des prédateurs en vol comme le faucon bérigora (Falco berigora) ou d'autres grands oiseaux comme le cassican flûteur (Cracticus tibicen) et le Grand Réveilleur (Strepera graculina) et est composé d'une série de notes aiguës sifflantes,. Cette dernière alarme est employée pour signaler la présence d'un prédateur tandis que la première est utilisée pour attirer l'attention et peut amorcer la poursuite du prédateur. Ces appels varient selon les individus et des essais en laboratoires ont montré que le méliphage bruyant peut distinguer les appels de différents individus. Ils pourraient donc faire partie intégrante de la complexe structure sociale de l'espèce.
Les appels à objectif sociaux sont des sons à basses fréquences pouvant être entendus sur de longues distances. Les pépiements sont réalisés par des individus isolés lorsqu'ils sont à la recherche de nourriture et un appel similaire est utilisé par les oisillons et le rythme s'accélère à l'approche de la mère. Là où il y a un fort niveau d'activité sociale comme lors des disputes territoriales avec des congénères, les appels sont formés d'une série de courtes notes simples et régulières. Le méliphage bruyant a une vocalisation de parade que le mâle réalise lors de courts vols et auquel la femelle répond par un sifflement grave. Le méliphage bruyant se trouve dans des habitats ouverts où chanter depuis les airs permet de dépasser l'atténuation du son à cause du sol. L'espèce déploie également ce qui est décrit comme un "chant de l'aube" composé de notes claires sifflées en cœur par plusieurs individus à l'aube de mai à janvier. Ce chant, qui peut également être entendu au crépuscule, est audible sur de longues distances et présente des duos impliquant souvent des antiennes.
Un oisillon commence à pépier juste après avoir éclos et il pépie fréquemment durant les deux premiers tiers de leur période dans le nid et en permanence durant le dernier tiers. Le pépiement ne varie pas en présence d'un adulte dans le nid donc il semble probable que l'appel ne soit pas dirigé envers l'adulte. L'oisillon devient silencieux lorsqu'il entend un signal d'alarme et émet un sifflement lorsqu'il est nourri. Le quémandage du juvénile est similaire à celui de l'oisillon mais il est significativement plus fort et a une plus grande gamme de fréquences. Le rythme des piaillements est de 85 à 100 pépiement par minute et en plein air, il peut être entendu jusqu'à un kilomètre.
Le méliphage bruyant produit également un son en claquant son bec qu'il utilise durant des affrontements avec des congénères ou pour chasser un prédateur.

## Comportement

### Organisation sociale

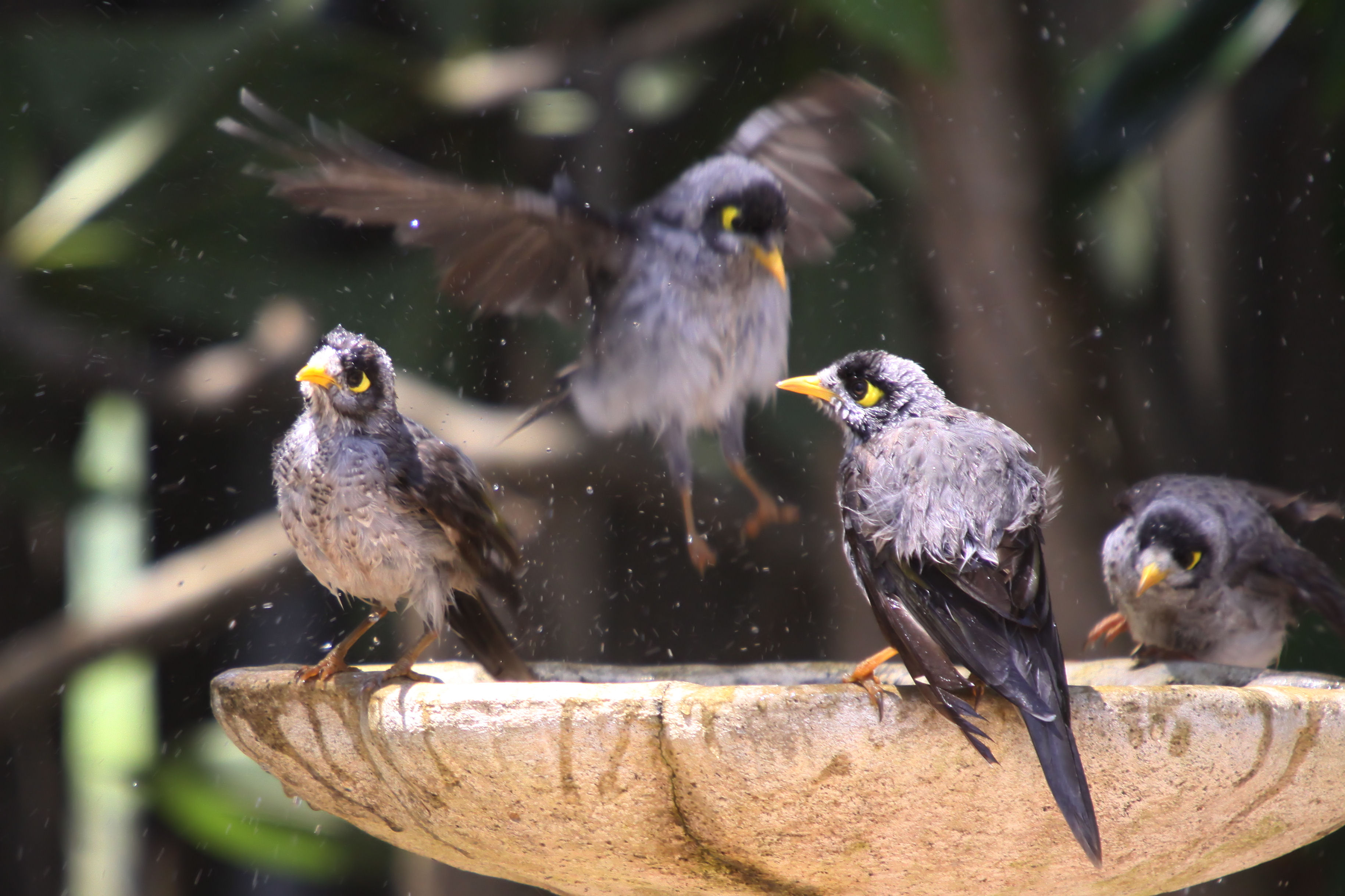
Le méliphage bruyant étant une espèce grégaire, il pratique la plupart de ses activités en groupe.

Le méliphage bruyant est une espèce grégaire et les oiseaux sont rarement seuls ou en couple ; ils fourragent, se déplacent et nichent en colonies pouvant atteindre plusieurs centaines d'individus.
Au sein d'une colonie, un oiseau mâle occupe une "zone d'activité" pouvant se superposer avec celles d'autres mâles. Les mâles avec des zones d'activité superposée peuvent former des associations appelées "coteries" généralement composées de 10 à 25 oiseaux. Ces groupes sont les unités les plus stables de la colonie. Les individus forment parfois des volées lorsqu'ils participent à la même activité. Ces volées comprennent habituellement de cinq à huit individus mais des regroupements de près de 40 oiseaux peuvent se produire pour chasser un prédateur potentiel. Les femelles ont des zones d'activité superposées à celles des mâles mais pas à celles des autres femelles. Par conséquent, une coterie compte généralement plusieurs mâles pour une seule femelle. La non-superposition des zones d'activité femelles fait que les jeunes femelles sont chassés de la colonie où elles sont nées et cela rend plus difficile leur entrée dans une nouvelle colonie. Une étude des juvéniles ayant survécu dans une colonie jusqu'à la saison de reproduction suivante montre qu'il s'agissait uniquement de mâles, ce qui suggère que tous les juvéniles femelles étaient morts ou avaient quitté la colonie. L'émigration des mâles est rare et ne semble se produire que lorsque la densité de population est trop importante.
L'élevage des jeunes est communautaire et les mâles de la coterie apportent de la nourriture et emportent les sacs fécaux. Il arrive même que des jeunes à l'envol soient nourris par des mâles de coteries voisines si ces derniers ne sont pas chassés. Le perchoir est également collectif et de deux à six adultes et juvéniles se perchent ensemble pour la nuit, généralement près de l'extrémité d'une branche jusqu'à 6 m de haut au-dessus de leurs espace d'activité. Ils choisissent un nouveau site chaque soir, hésitent souvent entre plusieurs emplacements et repoussent agressivement les autres oiseaux qui voudraient rejoindre le groupe. Ils sont souvent les derniers oiseaux à se percher pour la nuit mais semblent dormir profondément sans être dérangé par la lumière d'une lampe de poche. Les méliphages bruyants boivent ensemble au bord des lacs et des abreuvoirs à bestiaux. Ils se baignent en plongeant la tête dans l'eau puis battent vigoureusement des ailes lorsqu'ils sont presque submergés. Ils se secouent pour éliminer l'excès d'eau et s'envolent jusqu'à une branche proche pour lisser leur plumage. Il leur arrive d'utiliser la rosée sur les feuilles pour se laver et ils prennent des bains de poussière si le temps est sec. La baignade est commune et plusieurs oiseaux se lavent tandis que d'autres surveillent les alentours. Le méliphage bruyant se nettoie occasionnellement en utilisant l'acide formique des fourmis.

#### Comportement en groupe

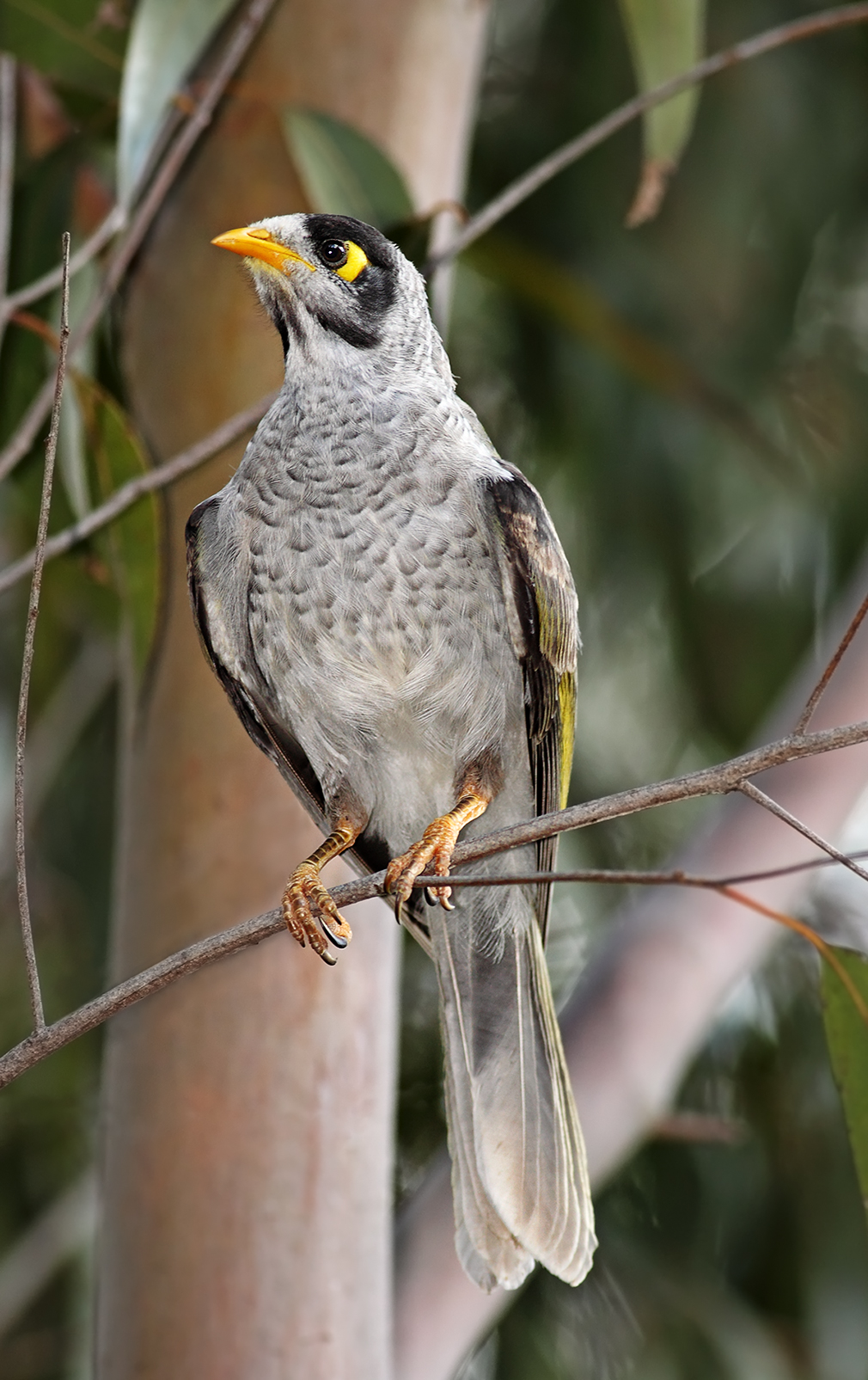
La posture haute est un signal d'avertissement.

Le méliphage bruyant réalise la plupart de ses activités avec des congénères. Les chants matinaux sont réalisés en commun, en particulier durant la période de reproduction. Les interactions sociales sont facilitées par des postures et des parades. Lors des parades "au long vol", initiées par les mâles ou les femelles, des groupes comptant jusqu'à vingt individus de plusieurs coteries s'envolent jusqu'à 1,5 km de la colonie en appelant continuellement pendant environ vingt minutes. Lors de leur retour, les oiseaux restés sur place montrent des signes d'agitation et s'envolent parfois pour les rejoindre. Le parade "au cours vol" est réalisée par le mâle et se rapproche des postures d'avertissement territoriales destinées à d'autres oiseaux. Dans un mouvement ritualisé, le méliphage bruyant s'envole d'une manière ondulante d'une branche située au-dessus d'une zone dégagée tout en appelant durant le vol. À la fin de la clairière, il fait demi-tour et revient en piqué et silencieusement jusqu'à son point de départ. Un "vol tête haute" est réalisé par la femelle durant la période de couvaison et pourrait servir à demander de l'aide aux mâles. Sous sa forme la plus intense, le corps et la queue sont presque à la verticale, les pattes ballantes et la tête en arrière. Il est également réalisé par la femelle lorsqu'elle choisit un site de nidification et lorsqu'elle transporte les matériaux pour le construire, peut-être pour indiquer la position du nid aux autres membres du groupe.

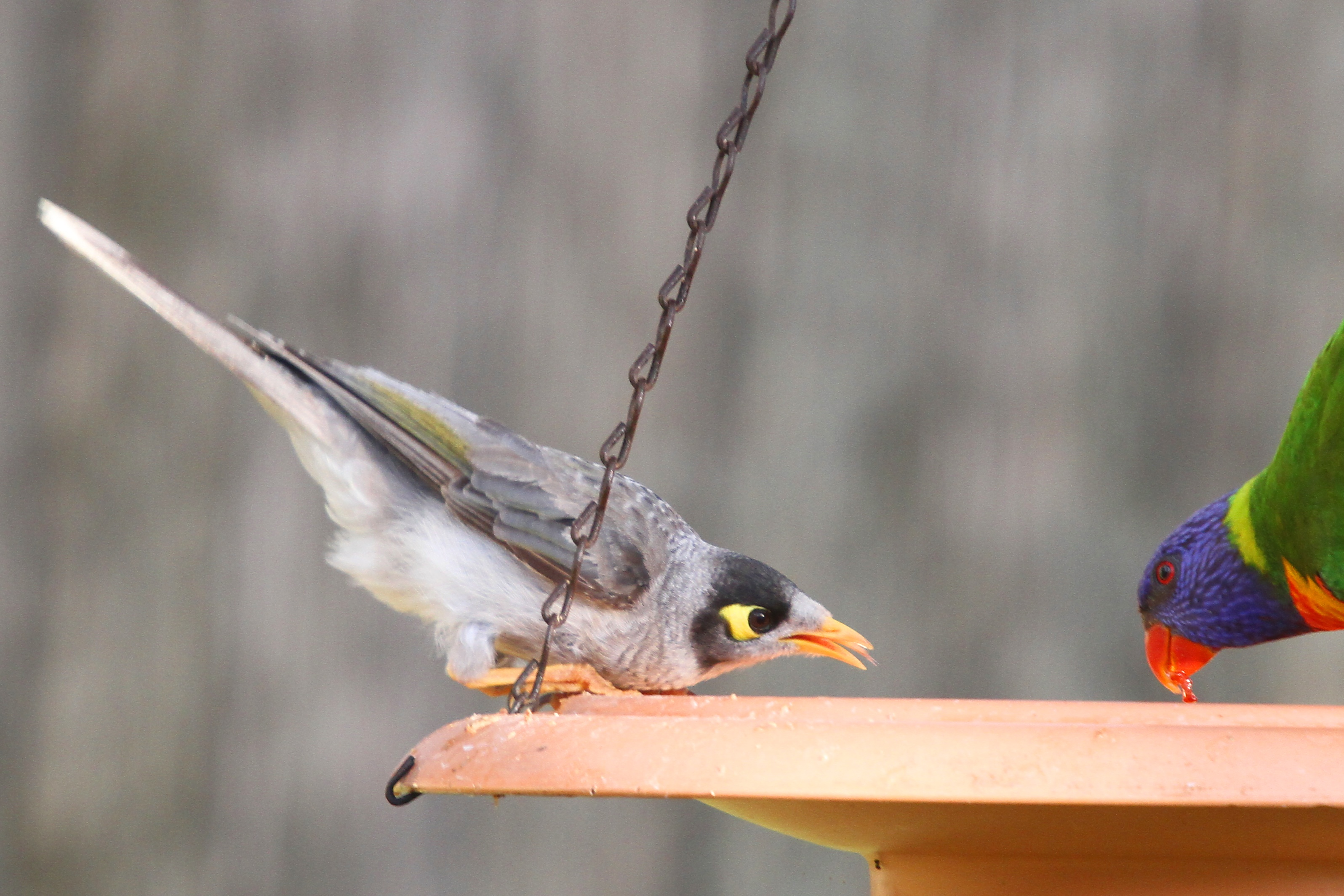
En pointant le bec, ce méliphage bruyant tente d'intimider un loriquet à tête bleue.

En plus des vols, le méliphage bruyant possède un grand nombre de postures. La "posture haute" est utilisée à proximité d'un autre oiseau et signifie un avertissement. L'oiseau se tient à la verticale avec le cou et les pattes tendues et fait face à l'autre oiseau. La "posture basse" est une position de soumission ; le méliphage bruyant s'aplatit avec les plumes ébouriffées cachant les pattes et le bec pointant à l'opposé de l'autre oiseau. Les juvéniles menacé par des adultes adoptent généralement cette posture et ouvrent le bec en grand. Pointer le bec est une posture d'avertissement ; l'oiseau s'étire horizontalement, lisse ses plumes et pointe le bec vers le sujet de son agressivité. Un claquement de bec accompagne parfois cet avertissement. Une "posture bec ouvert" est utilisée par le subordonné lors d'une rencontre entre deux individus et par la femelle lorsque des congénères approchent de son nid. Une forme extrême de subordination est réalisée avec le bec ouvert et la langue largement sortie. Des battements d'ailes sont souvent associés à la posture bec ouvert. Les ailes sont fléchies et légèrement écartées du corps et agitées trois à six fois.
Pour renforcer leurs postures, les méliphages bruyants peuvent utiliser la tache jaune derrière leur œil. Lorsque les plumes sont lissées, la tache est clairement visible et elle peut être dissimulée si l'oiseau ébouriffe ses plumes. Les oiseaux dominants avec des postures agressives exposent leur tache tandis que les juvéniles attaqués par des congénères ont tendance à la cacher.
Lors de la période de reproduction, il arrive qu'une vingtaine ou une trentaine d'oiseaux réalisent ensemble de nombreuses parades et postures. Les oiseaux en parade sont attaqués par d'autres et des groupes d'oiseaux silencieux mais agités observent les interactions. Ces rassemblements ont généralement lieu à l'aube, peuvent durer jusqu'à 40 minutes et semblent être une combinaison de comportement sexuels et agonistiques.
Un "corroboree" (issu du nom d'une cérémonie aborigène) est une posture de groupe dans lequel les oiseaux se rassemblent sur des branches voisines où ils adoptent des postures bec ouvert et battent des ailes tout en paillant. Un corroboree se produit lorsque des oiseaux se rencontrent après un changement social comme le retour d'un oiseau après une absence, la chasse d'un intrus ou le rassemblement de coteries différents. Le corroboree semble permettre la formation de couples et peut impliquer tous les membres d'une colonie.

#### Comportement agonistique

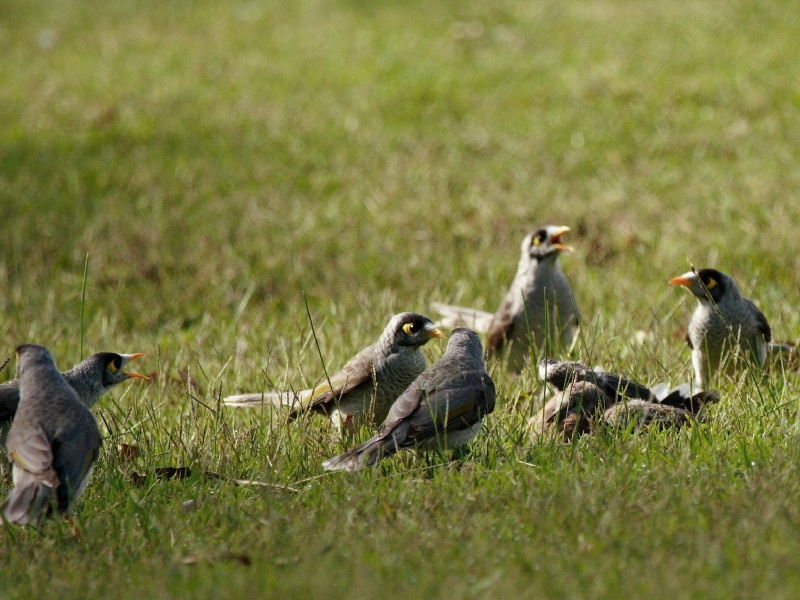
Un groupe de méliphages bruyants attaquant une tourterelle tigrine (à droite).

Décrit comme "en permanence en guerre contre tout ce qui a des plumes" dans ses premières descriptions, le méliphage bruyant est l'une des espèces de méliphage les plus agressives. Les coups de bec, les combats et les courses-poursuites ont lieu de manière récurrente toute la journée. Les oiseaux se rassemblent pour attaquer les prédateurs ou défendre le territoire de la colonie contre toutes les autres espèces d'oiseaux mais les individus sont également très agressifs contre leurs congénères.
Les femelles sont particulièrement agressives entre elles et l'une des causes du déséquilibre des sexe en faveur des mâles pourrait être la grande intolérance des femelles les unes envers les autres entrainant l'expulsion des juvéniles de la colonie et le refus de l'immigration de nouvelles femelles. Les mâles commencent à attaquer les juvéniles lorsqu'ils atteignent 11 semaines et les attaques peuvent venir de mâles qui s'étaient auparavant occupés des oisillons. Les femelles adultes sont moins agressives envers les jeunes même si les mères attaquent parfois leurs progénitures et des cas d'infanticide ont été documentés. Les agressions entre les mâles et les femelles sont rares et généralement limitées aux parades nuptiales. Lors des attaques directes contre les jeunes, les coups de bec sont dirigés contre la tache jaune derrière l'œil. Des comportements agonistiques ont été observés parmi les oisillons et les agressions s'intensifient après l'apparition des plumes et peuvent aller jusqu'à la mort de l'un des frères et sœurs.
Les méliphages bruyants se rassemblent pour chasser des intrus d'autres espèces ou des prédateurs. Le méliphage bruyant se rapproche à proximité de la menace, expose la tache derrière l'œil et claque souvent du bec. Une dizaine d'oiseaux peuvent voler autour de l'intrus et certains plongent sur lui pour le frapper. L'attaque continue jusqu'à ce que l'intrus ne s'en aille ou ne reste immobile comme dans le cas du Podarge gris (Podargus strigoides). Les attaques des serpents et des varans sont particulièrement intenses et la plupart des espèces d'oiseaux, même inoffensives, qui entrent sur le territoire de la colonie sont immédiatement chassées. On a enregistré des attaques diurnes contre des égothèles (Aegotheles cristatus), des hérons, des grebes, des canards, des cormorans, des colombines longup (Ocyphaps lophotes), des pardalotes et des perruches. Des mammifères inoffensifs comme les chauve-souris, les vaches, les moutons ou les wallabies sont également attaqués quoique de manière moins intense que les oiseaux.
Les attaques des méliphages bruyants se terminent souvent par la mort de l'intrus. Des exemples de ce type sont nombreux, par exemple deux méliphages bruyants frappant du bec à plusieurs reprises un moineau domestique (Passer domesticus) à la base du crane et l'ayant tué en six minutes ; un méliphage bruyant tenant un pardalote à point jaune (Pardalotus striatus) par l'aile pendant qu'un autre le frappait à la tête jusqu'à ce qu'il meure ; un martin-chasseur sacré (Todiramphus sanctus) pourchassé et harcelé durant près de cinq heures fut retrouvé mort cinq heures plus tard avec le crane fracturé.

### Alimentation

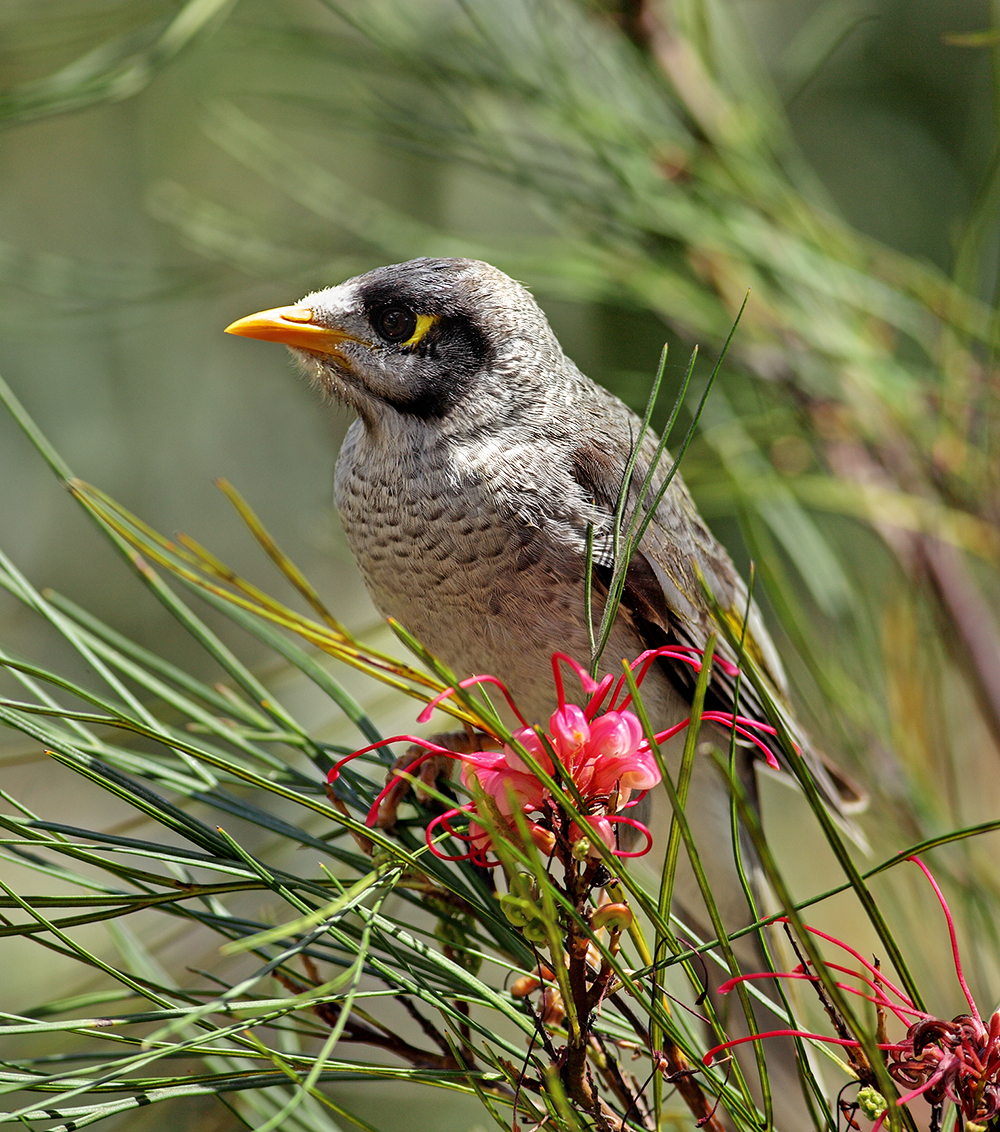
Les grevilleas cultivées sont une source importante de nourriture en milieu urbain.

Le méliphage bruyant se nourrit principalement de nectar, de fruits, d'insectes et il lui arrive de consommer des petits reptiles ou des amphibiens. Il est à la fois arboricole et terrestre et trouve sa nourriture dans la canopée, sur les troncs et les branches des arbres et au sol. Il fourrage au sein du territoire de la colonie généralement par groupe de cinq à huit individus mais plusieurs centaines d'oiseaux peuvent se rassembler au moment de la floraison des arbres à fleurs comme le banksia. Le méliphage bruyant consomme directement le nectar des fleurs en s'accrochant de manière souvent acrobatique aux branches, se nourrit sur les fruits tombés au sol ou encore accrochés dans les arbres, peut attraper les insectes en vol ou chercher les invertébrés dans la litière. Il a été observé en train de chercher des insectes dans les déjections sèches des émeus (Dromaius novaehollandiae) et des kangourous géants (Macropus giganteus).

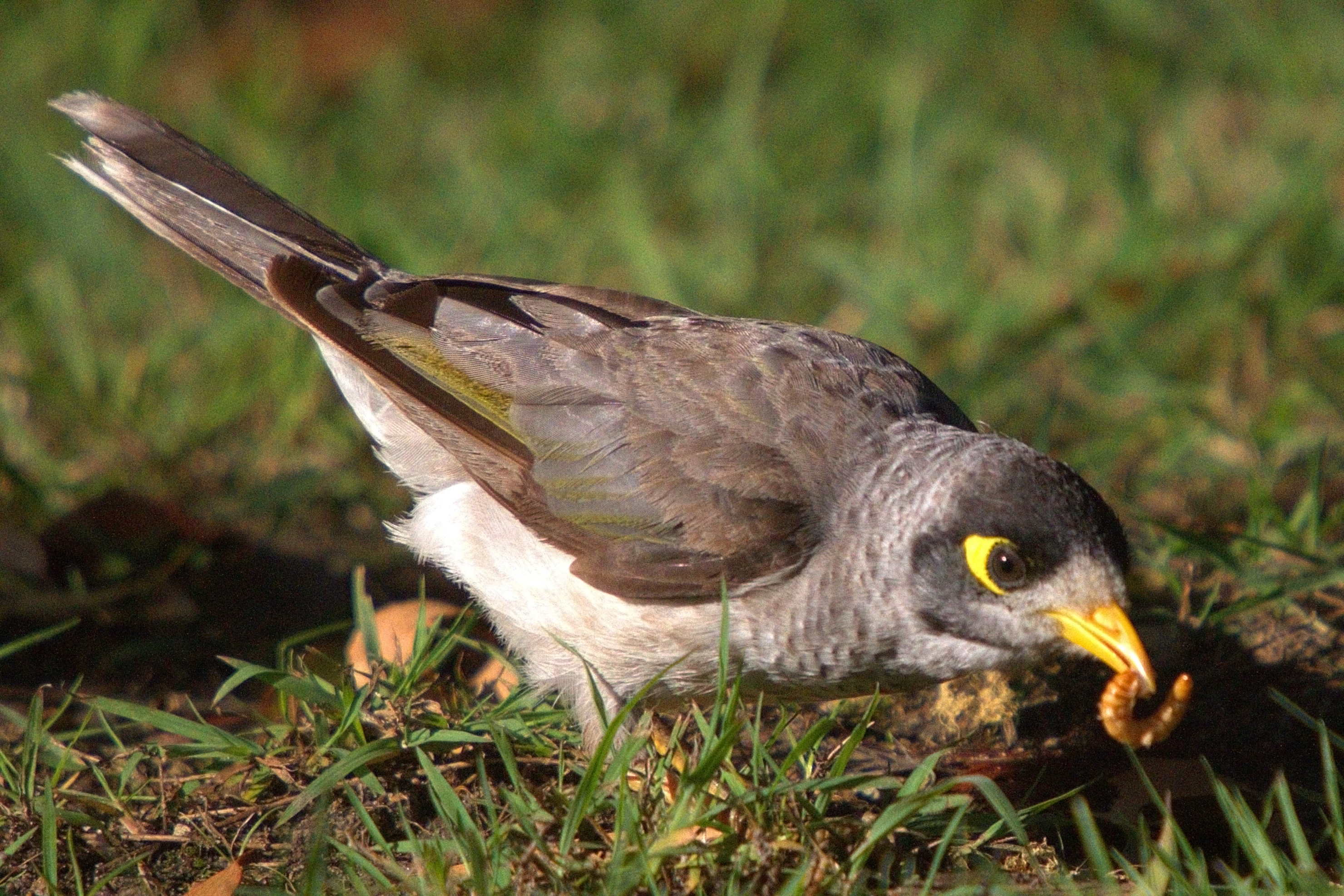
Un juvénile mange un ver de farine.

Une étude sur le comportement alimentaire de l'espèce dans les jardins urbains a montré que le méliphage bruyant passe plus de temps dans les banksia, les grevilleas, les espèces d'eucalyptus et dans les callistemons lorsqu'ils ont en fleurs que dans les autres plantes dont celles exotiques. L'essentiel du temps est consacré à la recherche de nourriture dans le feuillage des eucalyptus et la densité de population est très supérieure dans les zones où les eucalyptus sont abondants. Le méliphage bruyant peut satisfaire la plus grande partie de ses besoins grâce à la sève et au miellat obtenus dans le feuillage des eucalyptus. Dans les zones abondantes en banksias et grevillas, le méliphage bruyant est moins présent que d'autres grands méliphages comme le méliphage à gouttelettes (Anthochaera chrysoptera) et le méliphage barbe-rouge (Anthochaera carunculata).

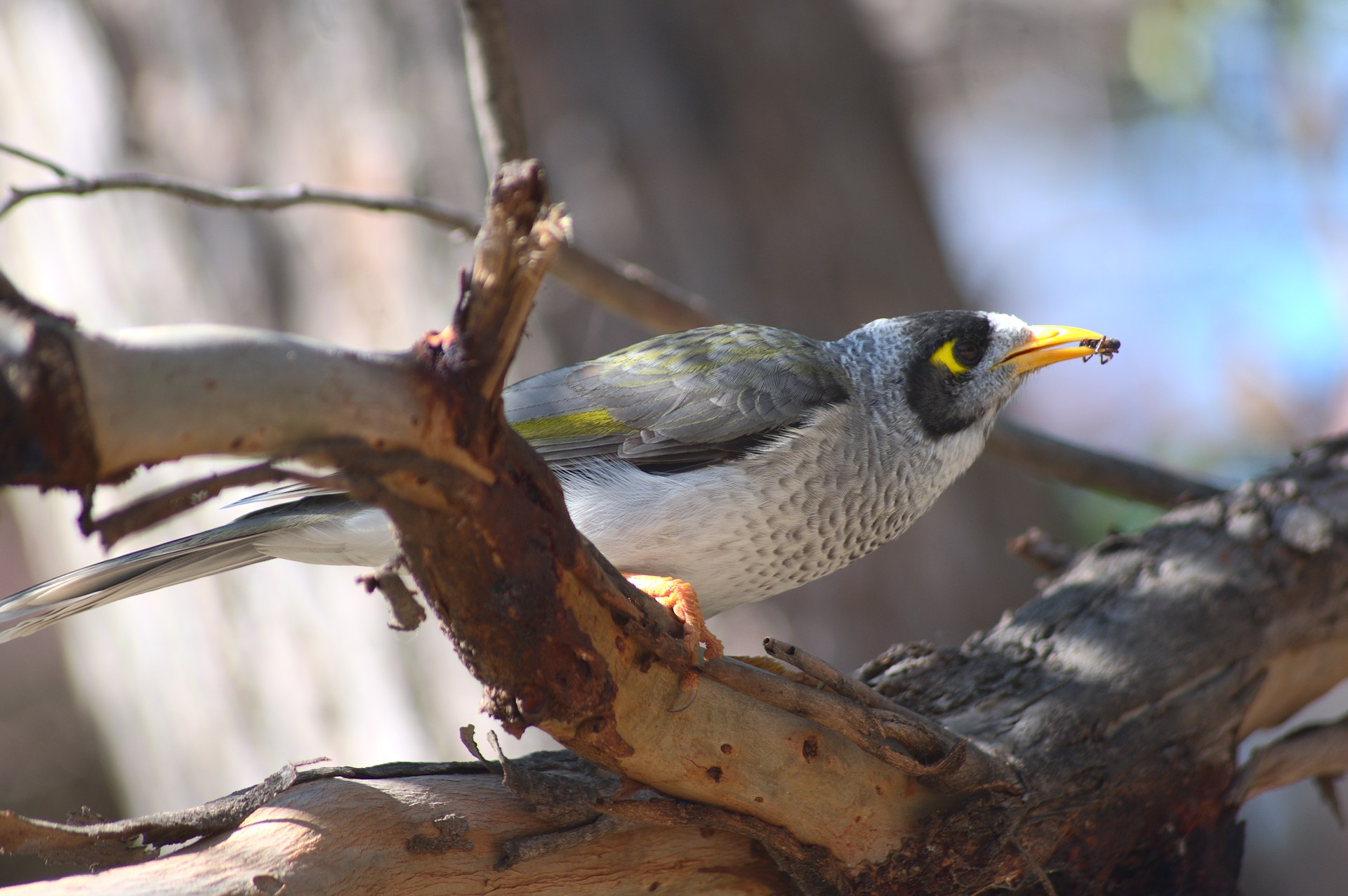
Picorant une fourmi.

Le régime alimentaire des méliphages bruyants comprend une grande variété de nourriture comme des araignées ; des insectes (chrysomèles, coccinelles, punaises, fourmis, larves de mites et papillons); du nectar (de  Jacaranda mimosifolia, Erythrina variegata, Lagunaria patersonia, Callistemon salignus, Callistemon viminalis, Eucalypts Argyle Apple, Sugar Gum, Yellow Gum, Grey Ironbark, and Grey Gum, Banksia ericifolia, B. integrifolia, B. serrata, Grevillea aspleniifolia, G. banksii, G. hookeriana, G. juniperina, G. rosmarinifolia et Flowering Quince) ; graines d'avoine et de blé ; des fruits du Rhagodia, du gui et du pommier sauvage; des grenouilles et des lézards ; et du pain, des morceaux de viandes, de fromage et des restes de nourriture.

### Reproduction

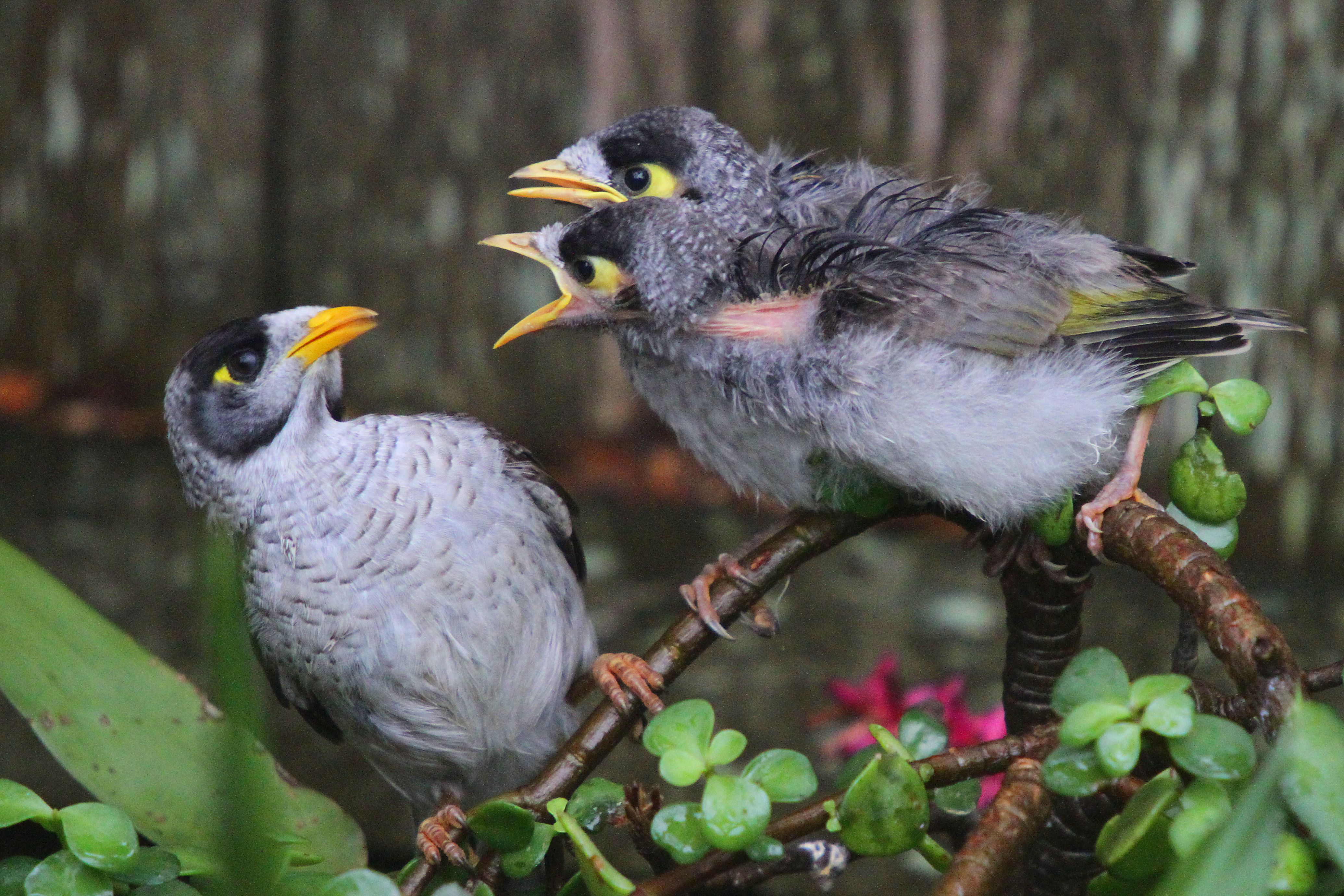
Oisillons nourris par un adulte.

Le méliphage bruyant n'a pas de parade nuptiale ritualisée ; les parades peuvent inclure une "poursuite" dans laquelle un mâle saute ou vole jusqu'à une femelle depuis une distance de 1 à 2 mètres et si elle bouge, il la poursuit de manière agressive. Les accouplements sont fréquents et voyants tandis que d'autres membres de la colonie assistent ou interfèrent avec le couple. L'accouplement a généralement lieu sur les grandes branches dégagées à proximité du nid et peut avoir lieu à toute heure de la journée mais il est plus fréquent entre 11 h et 13 h lorsque les activités communes sont moins nombreuses. On a pensé que cette cour frénétique permettait aux femelles de recruter des mâles pour s'occuper des jeunes mais des récentes études génétiques ont montré que 96,5 % des nichées de l'espèce sont issues de couples monogames et les paternités multiples sont rares. Selon l'observation d'oiseaux bagués, si les femelles copulent fréquemment, c'est toujours avec le même mâle. Les échanges de partenaires au sein des nichées sont rares et les couples restent ensemble durant plusieurs années.

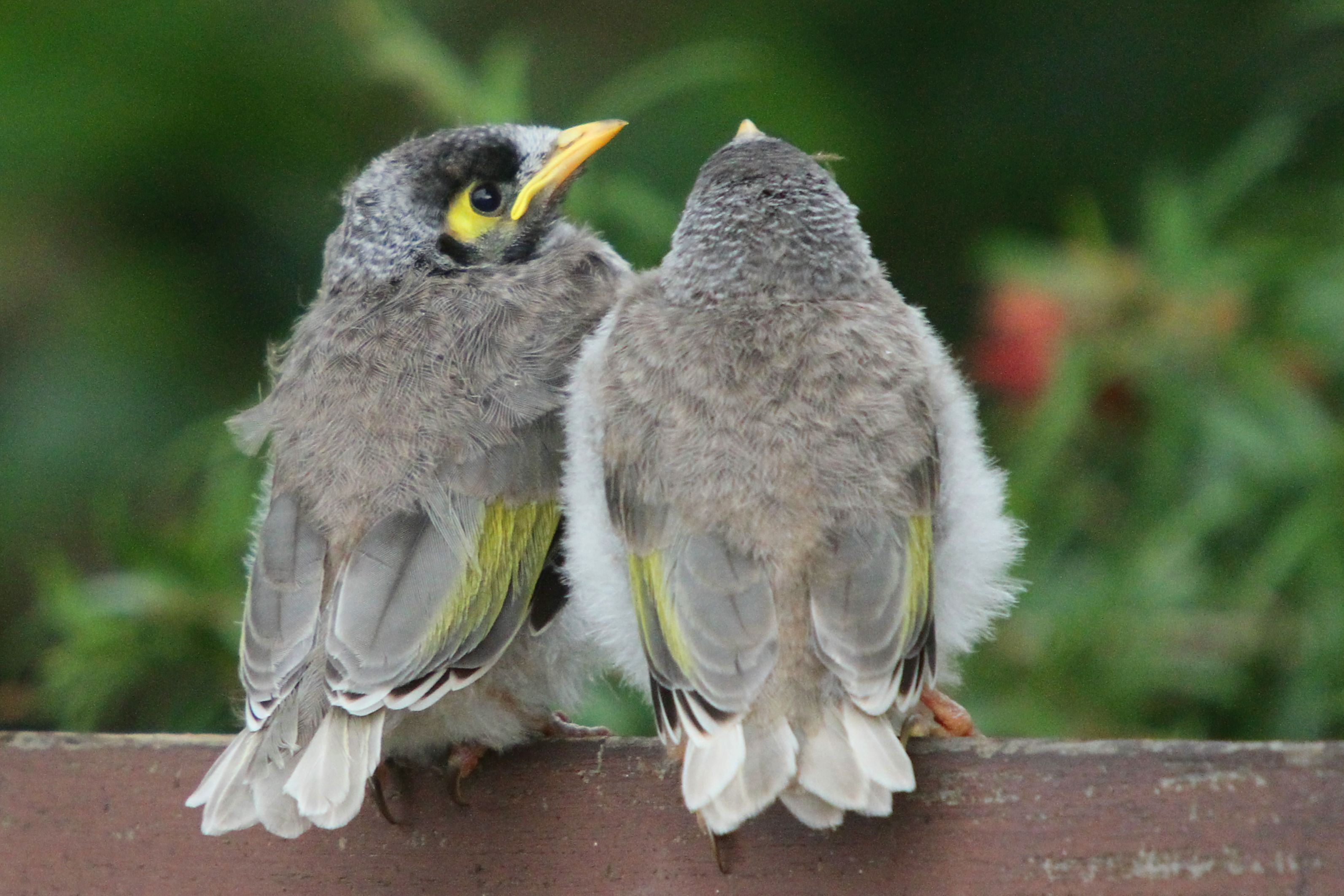
Oisillons blottis l'un contre l'autre.

Le méliphage bruyant se reproduit toute l'année mais l'essentiel de l'activité sexuelle a lieu de juillet à novembre. Le nid est construit dans des arbres épineux ou feuillus et le méliphage bruyant niche souvent dans les eucalyptus, les acacias, les Araucaria, les Banksia, les Bursaria, les Hibiscus, les guis, les Melaleuca, les Pittosporum, les Schinus et les jacarandas. Il semble avoir une légère préférence pour les arbres au feuillage dense et le nid est généralement construit à l'extrémité des branches horizontales. Le soutien du nid parait être le critère principal pour le choix du nid et semble plus important que les caractéristiques de la végétation ou sa localisation. Seule la femelle s'occupe de la construction du nid ; ce dernier est profond et en forme de bol et est constitué de brindilles et de brins herbes tissés avec d'autres matières végétales, des poils d'animaux et des toiles d'araignées. On trouve occasionnellement des éléments artificiels comme la ficelle ou du papier. Il est tapissé de laine, de poils, de plumes ou de fleurs et est rembourré avec un tapis circulaire tissée à partir de fibres tirées des cocons de lasiocampidés. La femelle rassemble des matériaux d'anciens nids ou démantèle son nid le plus récent pour en construire un nouveau. La construction dure généralement cinq ou six jours. En moyenne, les nids ont un diamètre externe de 15 à 18 cm et une hauteur de 10 cm. La profondeur du nid est d'environ 5,5 cm.
La forme, la couleur et la taille des œufs sont assez variés mais ils sont généralement ovales de couleur crème, rosâtre ou chamois ; ils présentent des taches rouge sombre ou violette. La couvée est composée de deux à quatre œufs. L'incubation est uniquement réalisée par la femelle et la période d'incubation dure environ seize jours. L'éclosion est asynchrone jusqu'à six jours peuvent s'écouler entre l'éclosion du premier et du dernier oisillon d'une couvée. Les jeunes sont nus à l'éclosion et ils développent un duvet dans les jours qui suivent. Le plumage se développe durant seize jours et les jeunes commencent à chercher de la nourriture après 26 ou 30 jours après l'éclosion mais ils continuent à être nourris par les adultes jusqu'à 35 jours. Les jeunes quittent le nid avant qu'ils ne soient entièrement plumés et ils ne peuvent que voler vers le bas et doivent remonter dans les arbres en les escaladant. Ils ne s'éloignent pas beaucoup du nid, y retournent durant la nuit et il faut plusieurs semaines pour qu'il ne quittent définitivement le nid. De nombreux oisillons sont découverts sur le sol et dans les buissons, où ils continuent d'être nourris jusqu'à ce qu'ils puissent voler jusque dans les arbres. Ces oiseaux se trouvent dans les buissons et ils sont souvent considérés comme "abandonnés" par les passants. Les oisillons recherchent leurs frères et sœurs s'ils sont séparés et ils restent ensemble pendant plusieurs semaines après avoir quitté le nid.
Jusqu'à une vingtaine d'adultes peut participer à l'élevage d'une seule couvée. Certains mâles peuvent être associés avec près de six nids tandis que d'autres se concentrent sur un unique nid. Des études comportementales et génétiques indiquent que les aidants sont des descendants du couple ou des frères du père. Les mâles nourrissent généralement un seul oisillon à la fois et si plusieurs jeunes arrivent en même temps, un seul sera nourris. La femelle quitte rapidement le nid lorsqu'un mâle arrive et elle ne reçoit jamais de nourriture de la part des mâles. Les jeunes quémandent de la nourriture avec un pépiement constant et le bec grand ouvert. La femme nourrit rarement les jeunes après qu'ils se sont emplumés.
Cet élevage collectif a été décrit comme une stratégie pour réduire la prédation mais une étude n'a trouvé aucune corrléation entre le nombre d'aidants et la réussite ou l'échec de la nichée. Le méliphage bruyant a un grand nombre de stratégies pour accroitre le succès des nichées comme la ponte tôt dans la saison ou l'attaque en groupe des prédateurs mais ces mesures ne garantissent pas l'échec du fait de la grande diversité de prédateurs dans l'habitat du méliphage bruyant

## Distribution et habitat

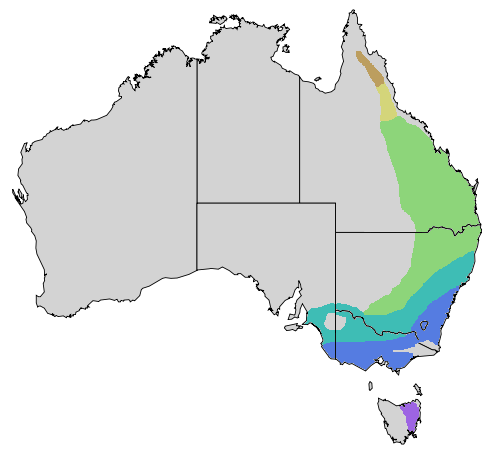
Répartition des sous-espèces
Titaniota
Zone intermédiaire
Lepidota
Zone intermédiaire
Melanocephala
Leachi

Le méliphage bruyant est endémique dans l'est et le sud-est de l'Australie et occupe un large arc allant de l'extrême-nord du Queensland où se trouvent des populations éparses à travers la Nouvelle-Galles du Sud où il est très répandu et commun et jusque dans le Victoria, le sud-est de l'Australie-Méridionale et l'est de la Tasmanie. Sa distribution en Australie-Méridionale s'est largement étendue depuis que le premier individu fut repéré près d'Adélaïde au début des années 1890. Il est sédentaire sur l'ensemble de son aire de répartition. Le méliphage bruyant est une espèce territoriale et le territoire d'une colonie est défendu d'une manière agressive et cela a entrainé une réduction importante de la diversité aviaire dans les zones occupées par le méliphage bruyant où la plupart des plus petits oiseaux a disparu.

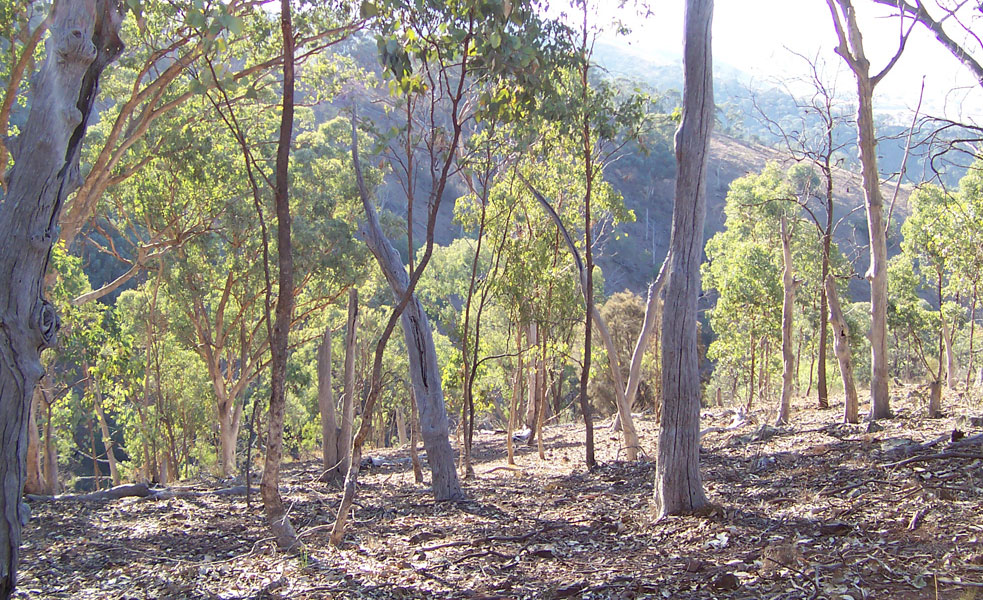
Les forets ouvertes d'eucalyptus sans sous-bois sont parfaitement adaptées au méliphage bruyant.

Le méliphage bruyant habite principalement dans les forets sèches et ouvertes d'eucalyptus sans sous-bois buissonnant. On le trouve fréquemment dans les forêts sclérophylles dont celles dans les dunes côtières ou les affleurements granitiques ; dans les forets d'eucalyptus sur les pentes de la cordillère australienne ; dans les forets dominées par les mulgas, les gidgee, les brigalow ou les eremophiles ; dans les marais bordant les plaines inondables et dans les zones dominées par des espèces exotiques comme les frênes et les saules. Il habite également dans les forets où le sous-bois a été supprimé comme dans les zones récemment brulées, les zones de pâturage ou dans les parcs urbains avec des jardins et de l'herbe mais sans arbustes.
Le méliphage bruyant a profité de la réduction des forets dans les propriétés rurales, du pâturage intense qui élimine le sous-bois, de la fragmentation des zones boisées augmentant l'effet de bordure et des pratiques paysagères urbaines qui privilégient les environnements ouverts boisés d'eucalyptus. L'espèce a été qualifiée d'espèce "clé de voûte inverse" car elle colonise un nombre toujours plus grand d'habitats dominés par l'homme où elle exclut agressivement les plus petites espèces d'oiseaux. Ce phénomène a également été observé dans les zones rurales. Une étude réalisée dans les South West Slopes de la Nouvelle-Galles du Sud a montré que la présence du méliphage bruyant coïncide avec un nombre réduit d'oiseaux insectivores comme les rhipidures, les siffleurs, le monarque infatigable (Myiagra inquieta) et d'autres espèces de méliphages et que cette diminution est encore plus marquée dans les sites avec un bon accès à l'eau et à la nourriture. Il a été proposé que la prolifération de Grevillea à grandes fleurs a contribué à l'abondance des méliphages bruyants mais des études récentes ont indiqué que la prolifération des zones ouvertes peu boisées et la présence des espèces d'eucalyptus sont les facteurs les plus significatifs de l'augmentation de population. Les hybrides de grevilae banksii-bipinnatifida à grandes fleurs peuvent profiter au méliphage bruyant car cette abondance de nourriture est généralement dominée par les grands méliphages agressifs et une source continue de nectar peut être un avantage pour les espèces non-migratoires. Une étude menée dans les forets d'Ironbark dans le centre du Victoria a montré que le nombre de méliphage était corrélé avec la répartition des eucalyptus leucoxylon qui produit annuellement des fleurs (et du nectar). Cependant, l'abondance des méliphages bruyant est principalement déterminée par la structure de l'habitat,.
Alors que l'aire de répartition du méliphage bruyant ne s'est pas significativement étendue, la densité de population dans cette aire a fortement augmenté. De fortes densités de méliphages bruyants sont régulièrement enregistrées dans els forets avec un sous-bois dense dans le sud du Queensland, à 20 km ou plus de la bordure entre les zones agricoles et boisées. Beaucoup de ces sites possèdent d'importants réseaux routiers utilisés pour la gestion des fortes, des zones de pique-nique, des chemins de randonnées et il a été observé que ces espaces dégagés jouent un rôle dans l'abondance des méliphages bruyants dans les forets. Des preuves suggèrent que les fortes densités routières correspondaient avec de larges populations de méliphages bruyants. Des recherches réalisées dans le Victoria ont montré que le territoire des méliphages bruyants pénètre jusqu'à 150 à 300 m dans les forets depuis ses limites. Cela implique que les habitats boisés nécessaires pour maintenir des zones sans méliphages bruyants doivent mesurer environ 36 hectares. Des projets de reboisement pour restaurer les forets de buloke, une espèce de Casuarinaceae indispensable à la survie du cacatoès banksien (Calyptorynchus banksii), ont été associées avec la plantation d'espèces d'eucalyptus à croissance rapide. Les populations de méliphage bruyant étaient plus importantes dans les forets de buloke où les eucalyptus sont plantés avec une densité de 16 arbres par hectare. La présence de méliphages bruyants est accompagnée par une différence importante dans le nombre et le type des autres oiseaux habitants dans les forets.

## Taxonomie
L'ornithologue John Latham décrivit le méliphage bruyant quatre fois dans son livre de 1801 Supplementum Indicis Ornithologici, sive Systematis Ornithologiae sans apparemment remarquer qu'il s'agissait du même oiseau : le guêpier jaseur (Merops garrulus), le quiscale à tête noire (Gracula melanocephala), le guêpier à capuchon (Merops cucullatus) et guêpier à tête blanche (Merops albifrons),. Les premières notes rapportent qu'il avait tendance à effrayer les proies lorsque les chasseurs se préparaient à tirer. C'est sous le nom de guepier jaseur qu'il fut peint pour la première fois entre 1792 et 1797 par Thomas Watling, peintre et illustrateur appartenant à un groupe appelé les « peintres de Port Jackson ». John Gould utilisa le nom Merops garrulus pour réaliser la première description de l'espèce et la renomma Myzantha garrula dans son livre de 1865 intitulé Handbook to the Birds of Australia, lui donnant le nom commun de méliphage bavard et notant le nom alternatif de méliphage jaseur. Il écrivit que les colons de Tasmanie l'appelaient géositte et que les aborigènes de Nouvelle-Galles du Sud le nommaient cobaygin. Que que gang était un nom donné par les aborigène des Montagnes Bleues.
Cependant, au début du XXe siècle, les ornithologues australiens commencèrent à utiliser le nom Manorina melanocephala car il était le premier dans la liste de Latham de 1801. Cet usage ne suivait pas la règle du code international de nomenclature zoologique et en 2009, la commission internationale de nomenclature zoologique conserva le nom actuel en supprimant formellement le nom M. garrula. Le nom de l'espèce, melanocephala, est tiré des mots grecs anciens melas ("noir") et kephale ("tête") pour faire référence à sa calotte noire. Quatre sous-espèces sont reconnues dont leachi habitant dans l'est de la Tasmanie. La population continentale fut divisée en trois sous-espèces en 1999 par Richard Schodde : titaniota de la péninsule du cap York dans le Queensland jusqu'au sud à Mareeba, lepidota dans le Queensland central et l'intérieur de la Nouvelle-Galles du Sud jusqu'à Nyngan et melanocephala dans le sud-est de la Nouvelle-Galles du Sud, le Victoria et le sud de l'Australie-Méridionale. Il existe de vastes zones où les oiseaux sont des intermédiaires entre sous-espèces. D'autres recherches sont nécessaires pour établir le statut taxonomique de ces populations.
Le méliphage bruyant est l'une des quatre espèces du genre Manorina appartenant à la grande famille des Meliphagidae; les trois autres sont le méliphage à oreillons noirs (M. melanotis), le méliphage à cou jaune (M. flavigula) et le méliphage à sourcils noirs (M. melanophrys). L'une des caractéristiques les plus visibles du genre est la tache de peau jaune derrière les yeux qui donne l'étrange impression qu'ils louchent. Le méliphage bruyant forme parfois des hybrides avec le méliphage à cou jaune. L'analyse moléculaire a montré que les méliphages étaient apparentés aux Pardalotidae (pardalotes), Acanthizidae (fauvettes, séricornes, acanthizes australiens) et aux Maluridae (mérions) de la grande superfamille des Meliphagoidea.

## Statut de conservation
Abondant dans toute sa zone de répartition, le méliphage bruyant est considéré comme une préoccupation mineure du point de vue de la conservation et sa densité de population extrême dans certaines zones constitue une véritable menace pour les autres espèces. La forte corrélation entre la présence du méliphage bruyant et l'absence de diversité aviaire a été bien documentée. Le rôle joué par le méliphage bruyant dans le fort déclin de nombreuses espèces d'oiseaux des bois, son impact sur les espèces en danger partageant les mêmes sources de nourriture et le niveau de dépérissement forestier lié à la disparition des espèces d'oiseaux insectivores, signifient que toute stratégie visant à restaurer la diversité aviaire doit prendre en compte la gestion de la population de méliphages bruyants. Certains projets de restauration et de reboisement ont accidentellement accru le problème en créant des zones couvertes d'eucalyptus convenant parfaitement au méliphage bruyant. L'accent a été mis sur la création de corridors reliant les zones boisées et le plantage d'eucalyptus comme espèces à croissance rapide. Ces deux pratiques ont des justifications écologiques mais elles ont permis au méliphage bruyant de proliférer. Par conséquent, les efforts de conservation ont été modifiés pour inclure un sous-bois arboré et éliminer les bosquets arborés dans les corridors biologiques,. Une étude réalisée dans les Hautes Terres du sud a montré que le méliphage bruyant tend à éviter les forets dominées par les acacias dont l'espèce se trouvant dans la région étudiée avait des feuilles bipennées. Par conséquent, les auteurs de l'étude ont proposé que les projets de revigoration incluent au moins 15 % d'espèces d'acacias avec des feuilles bipennées si possibles et un sous-bois arboré.
La translocation des méliphages bruyants a peu de chances d'être une solution à sa surpopulation dans les habitats restants. Dans une étude réalisée dans le Victoria, des oiseaux furent bagués et déplacés dans des zones non habitées par l'espèce mais ils revinrent rapidement dans leurs anciens territoires. Deux oiseaux équipés de balises radios parcoururent 18 km pour revenir au lieu de leur capture. Bien que le méliphage bruyant soit protégé dans toute l'Australie, l'élimination des individus a été proposée comme la solution la plus humaine et la plus simple de réduire leur impact, en particulier lorsqu'elle est associée à des programmes de réhabilitation de l'habitat pour favoriser une plus grande diversité. Une élimination non autorisée eut lieu sur une propriété rurale privée entre 1991 et 1992 et elle aurait apparemment augmenté la diversité écologique.